# HD 3212
HD3212 є подвійною зорею, що знаходиться  у сузір'ї Андромеда.
Дана подвійна система має видиму зоряну величину
в смузі V приблизно 8.4.

## Подвійна зоря
Головна зоря цієї системи належить до хімічно пекулярних зір й
має спектральний клас A5.
Інша компонента має  спектральний клас F1.